# Long Tuyền Dịch
Long Tuyền Dịch (chữ Hán giản thể: 龙泉驿区, Hán Việt: Long Tuyền Dịch khu) là một quận thuộc thành phố Thành Đô, Cộng hoà Nhân dân Trung Hoa. Phía tây của Long Tuyền Sơn có một dải đất là khu phát triển kinh tế kỹ thuật Thành Đô. Quận này có diện tích 558 km2. Trong quận có Lạc Đái Cổ Trấn, Minh Thục Vương Lăng, bia Bắc Chu Vương triều, Thạch Kinh tự. Về mặt hành chính, quận Long Tuyền Dịch có các đơn vị gồm 4 nhai đạo: Long Tuyền, Đại diện, Tập Lăng, Đồng An và 7 trấn: Lạc Đái, Tây Hà, Hồng An, Bách Hợp, Trà Điếm, Hoàng Sơn, San Tuyền và 1 hương Vạn Hưng.